# 萊班
《萊班》是一部2012年上映的緬甸電影，由弗伊內執導，並由比迪烏、索妙杜贊和普韋普韋主演。該片的男主角比迪烏和女主角普韋普韋憑《萊班》分別獲得緬甸電影學院獎最佳男主角獎和最佳女主角獎。

## 劇情
揚贊覺和瑪尼是一對戀人，後來瑪尼突然懷孕，但揚贊覺因想瑪尼墮胎而分手。多年後，揚贊覺成為醫生，並透過朋友的女兒認識一個名為萊班的醫科生。一天，萊班發生了意外，揚贊覺才知道萊班是自己的女兒，但他決定不向女兒道出真相。
揚贊覺後來受傷，在萊班看護瑪尼時，揚贊覺對瑪尼唱念和道歉，以請求在昏睡狀態的瑪尼原諒。此時，萊班得悉揚贊覺是自己的父親，於是打算殺死他。直至她打開亡母的信後，她決定原諒自己的父親。

## 反響
《萊班》在緬甸上映後，成為2012年緬甸最卖座的电影，該片的男主角比迪烏和女主角普韋普韋亦憑該片分別獲得緬甸電影學院獎的最佳男主角和最佳女主角獎項，其中普韋普韋更是首次獲得緬甸電影學院獎的獎項。
喀拉拉國際電影節評審基兰·甘地批評《萊班》是一部陈词滥调的電影，演員的演出亦深不可测，並形容電影是一次耐力测试和一部應該「放手」的電影。《新印度快報》的一篇文章表示，《萊班》暗中轉向介紹主角神秘過去之前追溯了禁忌之爱和被迫分离。印度新聞網站說話的樹一篇文章認為，《萊班》是一部關於在东方哲学的经文裡記載的真正愛情。